# Lindenbergia hookeri
Lindenbergia hookeri är en snyltrotsväxtart som beskrevs av C. B. Cl. och Joseph Dalton Hooker. Lindenbergia hookeri ingår i släktet Lindenbergia och familjen snyltrotsväxter. Inga underarter finns listade i Catalogue of Life.